# دین و دولت در ایران عهد مغول
دین و دولت در ایران عهد مغول کتابی سه‌جلدی از شیرین بیانی است که جلدهای آن به‌ترتیب در سال ۱۳۶۷، ۱۳۷۱ و ۱۳۷۵ منتشر شدند.
این کتاب به تاریخ ایران در عهد مغول می‌پردازد.

## نقد
عبدالرسول خیراندیش و سید کاظم روحانی (استاد تاریخ دانشگاه شهید چمران اهواز) این کتاب را نقد کرده‌اند.

## جوایز
این کتاب در سال ۱۳۷۶ در مراسم کتاب سال جمهوری اسلامی ایران به‌عنوان کتاب برگزیده معرفی شد.